# 中国报道网
中国报道网（英语：China Reports Network）是一家位于中国北京的中文网站，由《中国报道》杂志社主办，由中国外文出版发行事业局主管，是《中国报道》杂志社唯一官方网站。
中国报道网是中华人民共和国中央级新闻单位，网站域名chinareports.org.cn注册于2008年6月27日，2009年，依托《中国报道》杂志，中国报道网正式运营。

## 整肃
2014年10月，中共中央宣传部、中国广电总局联合发布《关于清理整顿中央新闻单位驻地方机构的通知》，启动中央新闻单位驻地方机构清理整顿工作，史称“中央新闻单位撤并事件”。在此次清理整顿行动中，中国报道网遭到大幅度整肃，中国报道网能源环保栏目、中国报道网八桂大地栏目、中国报道网锦绣湖南栏目、中国报道网巴渝大地栏目、中国报道网安徽新闻、中国报道网山东新闻、中国报道网江苏新闻以及中国报道网浙江新闻等合计20家驻地方机构被撤销。